# Campionati europei di Formula Kite 2017
I Campionati europei di Formula Kite 2017 si sono svolti a Istanbul, in Turchia, dall'11 al 17 agosto 2017.

## Podi
| Evento                 | Oro             | Argento            | Bronzo           |
| Formula Kite Maschile  | Nicolas Parlier | Axel MazellaBridge | Oliver Bridge    |
| Formula Kite Femminile | Alexia Fancelli | Elena Kalinina     | Anais Desjardins |

## Medagliere
| Posiz. | Nazione     | Oro | Argento | Bronzo | Totale |
| ------ | ----------- | --- | ------- | ------ | ------ |
| 1      | Francia     | 2   | 1       | 1      | 4      |
| 2      | Russia      | 0   | 1       | 0      | 1      |
| 3      | Regno Unito | 0   | 0       | 1      | 1      |
| Totale | Totale      | 2   | 2       | 2      | 6      |